# Pierre Benoit (Schriftsteller)

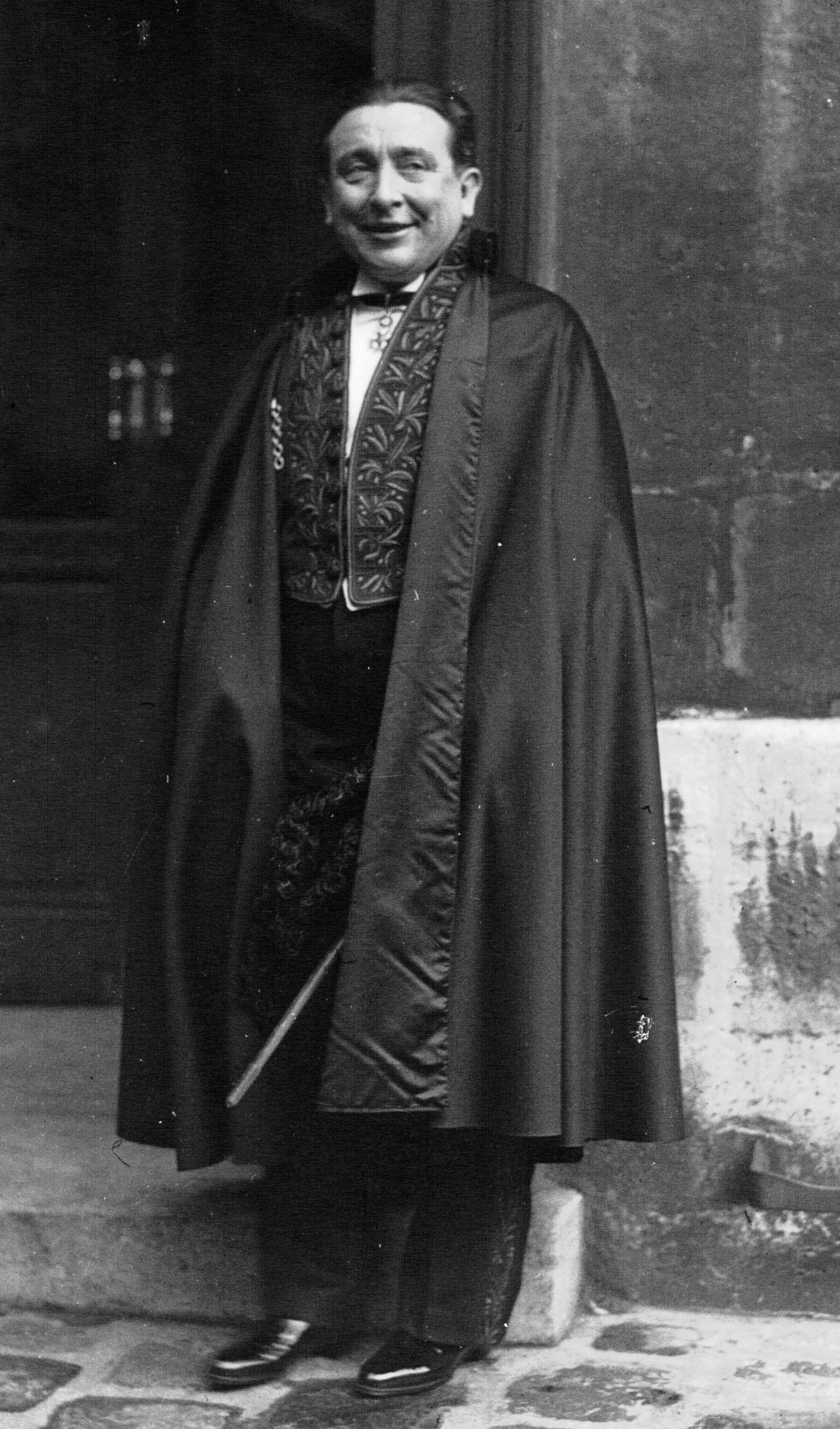
Pierre Benoit (1932)

Pierre Benoit (* 16. Juli 1886 in Albi, Département Tarn; † 3. März 1962 in Ciboure, Département Pyrénées-Atlantiques) war ein französischer Romancier.
Benoit konnte 1918 mit seinem Roman Koenigsmark erfolgreich debütieren; dieses Werk gilt als eines seiner wichtigsten. Es wurde bis 2010 vier Mal verfilmt. Sein Roman L’Atlantide wurde mit dem Grand Prix du Roman der Académie française ausgezeichnet. Hermann von Wedderkop, schrieb im Weihnachtsheft 1922 der Zeitschrift Der Querschnitt wohlwollend über den Roman:

„Es ist der beste, anständigste, konsequenteste, reinste Kitsch, der denkbar ist.“

1929 berief man Benoit zum Präsidenten der Société des gens de lettres und mit Wirkung vom 11. Juni 1931 wurde er als Nachfolger des verstorbenen Dramatikers Georges de Porto-Riche in die Académie française aufgenommen (Fauteuil 6).

## Werke

### Einzelausgaben
- Les Agriates. Roman. Michel, Paris 1950.
- Aïno. Roman. Neuaufl. Edition Le Livre de Poche, Paris 1979, ISBN 2-253-02229-2.
- Alberte. Die Tragödie einer Leidenschaft. Roman („Alberte“). Deutsch-Österreichischer Verlag, Leipzig.
- Allegria. Zuflucht des Glücks; Roman („Les Amours mortes“). Orell Füssli, Zürich 1963.
- Alverde. Ein Roman, der Portugal mit Äthiopien verbindet („Le Prêtre Jean“). Rex-Verlag, München 1955.
- Alvira und der Tiger. Roman („Le Désert de Gobi“). Amandus-Verlag, Wien 1950.
- Apsara, die schöne Exotin. Roman („Le roi lépreux“). Delta-Verlag, Berlin 1930 (früherer Titel Der aussätzige König).
- Aréthuse. Roman inachevé. Michel, Paris 1963 (posthum erschienen).
- Axelle. Roman. Michel, Paris 1928.
- Bethsabée. Roman. Neuaufl. Michel, Paris 1973 (Le Livre de Poche; 3636).
- Boissière. Roman. 82. Tsd. Michel, Paris 1950.
- Le Casino de Barbazan. Roman. 42. Tsd. Michel, Paris 1950.
- Le Commandeur. Roman. Michel, Paris 1960.
- Les Compagnons d’Ulysse. Roman. Neuaufl. Michel, Paris 1964 (Le Livre de Poche; 1225).
- Die Dame aus dem Westen. Roman („La Dame de l’Ouest“). Eden-Verlag, Berlin 1937.
- Le Déjeuner de Sousceyrac. Roman. Neuaufl. Michel, Paris 1960 (Le Livre de Poche; 633).
- Les Environs d’Aden. Roman. Michel, Paris 1940.
- Erromango. Die Geisterinsel; Roman („Erromango“). Delta-Verlag, Berlin 1930 (übersetzt von Robert von Voß).
- Fabrice. Roman. Neuaufl. Michel, Paris 1974 (Le Livre de Poche; 3948).
- Feux d’artifice à Zanzibar. Roman. Michel, Paris 1955.
- Flamarens. Roman. Michel, Paris 1959.
- Fort-de-France. 119. Tsd. Michel, Paris 1950.
- Das Fräulein von La Ferté. Roman („Mademoiselle de La Ferté“). Eden-Verlag, Berlin 1927 (übersetzt von Hans W. Fischer).
- Die Heilige Feme („La Sainte Vehme“). 1958.
- Die Herrin vom Libanon. Roman („La Châtelaine du Liban“). Eden-Verlag, Berlin 1928 (übersetzt von Victor Auburtin).
- L’Île verte. Roman. 118. Tsd. Michel, Paris 1950.
- Der Jakobsbrunnen. Roman („Le Puits de Jacob“). Krug, Leipzig 1929 (früherer Titel Agar die Tänzerin).
- Jamrose. Roman. Michel, Paris 1948.
- Königsmark. Roman („Koenigsmark“). Ehrlich-Verlag, Berlin 1924 (übersetzt von Victor Auburtin).
- Atlantis. Roman („L’Atlantide“). Orell Füßli, Zürich 1920 (übersetzt von Felix Vogt, Neuauflage unter dem Titel Die letzte Königin von Atlantis, Edition Voltmedia, Paderborn 2005; Die Königin von Atlantis, Fischer-Taschenbuch Verlag, Frankfurt am Main 1987, neu übersetzt von Widulind Clerc-Erle).
- Lunegarde. Roman. 69. Tsd. Michel, Paris 1950.
- Die Mitternachtssonne. Roman („Le Soleil de minuit“). Verlag Neue Presse, Wien 1931.
- Monsieur de la Ferté. Roman. Neuaufl. Michel, Paris 1963 (Le Livre de Poche; 947).
- Montsalvat. Roman. Neuaufl. Michel, Paris 1974 (Le Livre de Poche; 2790).
- Mormonenliebe. Roman („Le Lac salé“). Delta-Verlag, Berlin 1929 (übersetzt von Nanni Collin).
- Notre-Dame-de-Tortose. Roman. 68. Tsd. Michel, Paris 1949.
- Les Plaisirs du voyage. Roman. Michel, Paris 1950.
- Pour Don Carlos. Roman. 87. Tsd. Michel, Paris 1920.
- Der Riesendamm. Roman („La Chaussée des géants“). Ehrlich-Verlag, Berlin 1925 (übersetzt von Nanni Collin).
- Seigneur, j’ai tout prévu... Roman. Michel, Paris 1943.
- La Toison d’or. Roman. Michel, Paris 1953.
- Der Trümmervogel. Roman („L’Oiseau des ruines“). 1947.
- Vergessen. Roman („L’Oublié“). Ehrlich-Verlag, Berlin 1924 (übersetzt von Ludwig Marcuse).
- Villeperdue. Roman. Neuaufl. Michel, Paris 1976 (Le Livre de Poche; 4211).

### Werkausgaben
- Œuvres complètes. Editio-Service, Genf 1968/70 (22 Bde.).
- Œuvres romanesques. Michel, Paris 1966/70 (7 Bde.).

## Verfilmungen
Literarische Vorlage
- 1921: Die Herrin von Atlantis (L’Atlantide) – Regie: Jacques Feyder
- 1921: Pour Don Carlos – Regie: Jacques Lasseyne, Musidora
- 1923: Koenigsmark – Regie: Léonce Perret
- 1932: Die Herrin von Atlantis – Regie: Georg Wilhelm Pabst
- 1934: La Châtelaine du Liban – Regie: Jean Epstein
- 1935: Koenigsmark – Regie Maurice Tourneur
- 1937: Boissière – Regie: Fernand Rivers
- 1942: Una signora dell’Ovest – Regie: Carl Koch, nach „La Dame de l’Ouest“
- 1947: Die Festung der Fremdenlegion (Bethsabée) – Regie: Léonide Moguy
- 1949: Die Herrin von Atlantis (Siren of Atlantis) – Regie: Gregg G. Tallas
- 1949: Mademoiselle de la Ferté – Regie: Roger Dallier
- 1952: Königsmark (Koenigsmark) – Regie: Solange Térac
- 1956: Die Herrscherin vom Libanon (La Châtelaine du Liban) – Regie: Richard Pottier
- 1961: Die Herrin von Atlantis (L’Atlantide) – Regie: Giuseppe Masini, Edgar G. Ulmer und Frank Borzage
- 1968: Koenigsmark – Regie: Jean Kerchbron
- 1972: L’Atlantide – Regie: Jean Kerchbron
- 1992: L’Atlantide – Regie: Bob Swaim

Drehbuch
- 1936: Taras Bulba (Tarass Boulba)  – Regie: Alexander Granowski
- 1943: Gräfin Chabert (Le Colonel Chabert)  – Regie: René Le Hénaff
- 1944: Die Gräfin von Lunegarde (Lunegarde) – Regie: Marc Allégret

## Illustratoren
- Daniel du Janerand zu Feu d’artifice à Zanzibar